# Андрес Елой Бланко
Андрес Елой Бланко Меаньйо (ісп. Andrés Eloy Blanco Meaño; 6 серпня 1896 — 21 травня 1955) — відомий венесуельський поет і політик. Членом групи венесуельських студентів, які очолювали акції протесту в Каракасі в 1928 році проти диктатури Хуана Вісенте Гомеса і одним із засновників Демократичної дії, міністр закордонних справ Венесуели (лютий-листопад 1948)

## Біографія
Народився в Кумані, штат Сукре, Венесуела, 6 серпня 1896 року. Сім'я Бланко оселилася на острові Маргарита (штат Нуева Еспарта), де він прожив частину свого дитинства. Потім він не переїхав до Каракасу, щоб почати навчання в Центральному університеті Венесуели.
Першу нагороду він отримав у 1918 році, написавши пастирську поему «Canto a la Espiga y al Arado», і випустив свою першу драматичну п'єсу «Ель Уерто де ла Епопея». Того року він потрапив до в'язниці, протестуючи проти уряду. У 1923 році отримав свою першу премію на Juegos Florales (Квіткові ігри) в Сантандері, Кантабрія, Іспанія, з віршем «Canto a España» (Пісня до Іспанії). Він поїхав до Іспанії, щоб отримати винагороду, і пробув там більше року.
Був міністром закордонних справ Венесуели з 15 лютого 1948 до 24 листопада 1948 року.
Помер у Мехіко, Мексика, 21 травня 1955 р. На його честь названо кілька муніципалітетів Венесуели.